# Castellanos de Zapardiel
Castellanos de Zapardiel – gmina w Hiszpanii, w prowincji Ávila, w Kastylii i León, o powierzchni 12,7 km². W 2011 roku gmina liczyła 107 mieszkańców.